# Mateja Svet
Mateja Svet (n. 16 august 1968, Ljubljana, Republica Socialistă Slovenia, RSF Iugoslavia) este o schioară alpină ce a reprezentat Republica Socialistă Federativă Iugoslavia, medaliată olimpică. A participat la 2 ediții ale Jocurilor Olimpice (1984, 1988) în care a câștigat o medalie de argint.